# Bittere veldkers
Bittere veldkers (Cardamine amara) is een plant uit de kruisbloemenfamilie (Brassicaceae).

## Determinatie
Deze overblijvende plant wordt 15–45(–60) cm hoog. De eironde tot langwerpige blaadjes zijn onduidelijk tot hoekig getand. De plant bloeit van april tot in juni. De witte, soms violette bloemen hebben een doorsnede tot 1,2 cm. De helmknoppen zijn paars, de hauwtjes tot 2–4 cm lang.

## Ecologie
De soort komt voor aan waterkanten, bij bronnen en in grienden.
Bittere veldkers is waardplant voor de larven van het klein geaderd witje (Pieris napi).

### Syntaxonomie
Bittere veldkers geldt als kensoort voor de klasse van bronbeekgemeenschappen (Montio-Cardaminetea).

## Verspreiding
De plant is in Centraal-Europa algemeen verspreid. Ook in Nederland en België komt de soort voor. 

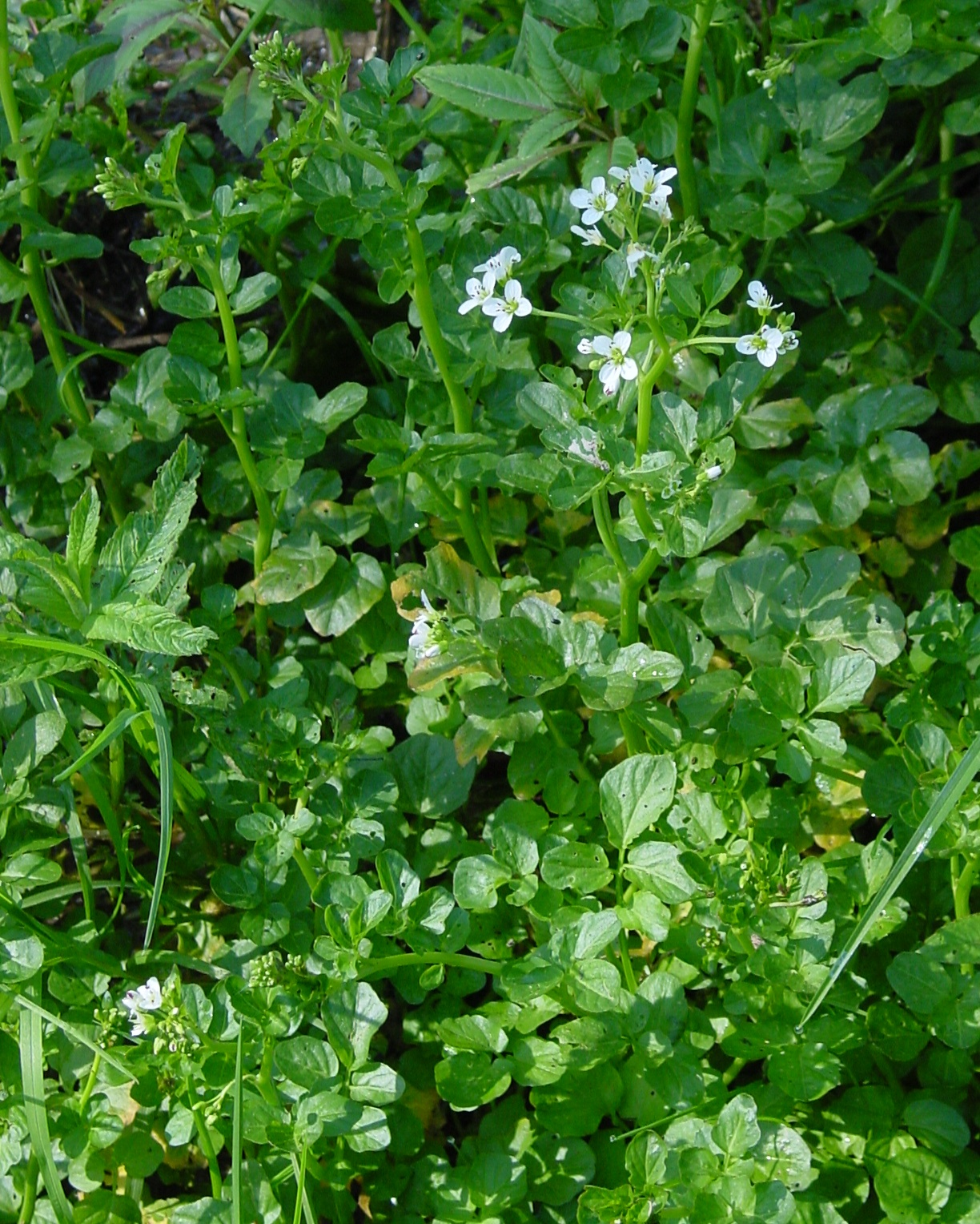
Leefomgeving